# Yumi Mordre
Yumi Mordre (Washington) é uma ex-ginasta estadunidense, que competiu em provas de ginástica artística.
Mordre, a mais condecorada ginasta na história de Washington até então, fez parte da equipe estadunidense que disputou os Jogos Pan-americanos de Caracas, na Venezuela. Neles, foi membro da seleção campeã por equipes, após não subirem ao pódio na edição anterior. Individualmente, conquistou ainda a medalha de prata no individual geral, a frente da compatriota Lisa Wittwer; nos aparelhos, venceu também a prova dos exercícios de solo.
 Por ser a única ginasta bem sucedida da Universidade de Washington, figura no hall da fama da Universidade.